# Talihina (Oklahoma)
Talihina es un pueblo ubicado en el condado de Le Flore, Oklahoma, Estados Unidos. Según el censo de 2020, tiene una población de 925 habitantes.

## Geografía
La localidad está ubicada en las coordenadas 34°45′8″N 95°2′27″O / 34.75222, -95.04083 (34.75228, -95.040885).

## Demografía
Según la Oficina del Censo, en 2000 los ingresos medios de los hogares de la localidad eran de $20,875 y los ingresos medios de las familias eran de $25,761. Los hombres tenían unos ingresos medios de $19,688 frente a l$17,216 para las mujeres. Los ingresos per cápita para la localidad eran de $10,405. Alrededor del 29.2% de la población estaba por debajo del umbral de pobreza.
De acuerdo con la estimación 2016-2020 de la Oficina del Censo, los ingresos medios de los hogares de la localidad son de $29,375 y los ingresos medios de las familias son de $34,250. Alrededor del 33.4% de la población está por debajo del umbral de pobreza.

## Menciones famosas
La banda de rock alternativo Kings Of Leon tiene una canción llamada Talihina sky.